# Johann Philip Lemke
Pour les articles homonymes, voir Lemke.
Johann Philip Lemke, dit aussi Lembke ou Lemcke, né le 19 mai 1631 à Nuremberg et mort le 3 avril 1711 à Stockholm, est un graveur et peintre de bataille germano-suédois. 

## Biographie
Le père de Johann Philip Lemke s'était enrôlé dans la garde civile pendant la guerre de Trente Ans. Malgré la situation chaotique, Johann Philip devient étudiant à l'école d'érudition Saint-Jean de Hambourg où, de 1642 à 1647, il a pour professeur le peintre Jacob Weyer (1633-1670). Il se rend ensuite à Haarlem, où il fréquente l'atelier de Jacob de Wet, de 1649 à 1651. Il retourne ensuite à Nuremberg et travaille comme assistant de l'aquafortiste Georg Strauch (1613-1673). En 1653, il est inscrit dans cette ville en tant que « maître » pour l'une de ses premières peintures, Les enfants d'Israël contre les Amalécites. Effectuant le Grand Tour, il passe les années 1653 à 1673 en Italie, principalement à Rome, où il sublit l'influence de peintres de bataille, tels Jacques Courtois et du graveur Pieter van Laer. Dans les années 1660, ses peintures attirent l'attention d'Erik Dahlbergh et David Klöcker Ehrenstrahl et, très probablement sur la recommandation de ce dernier, il est appelé à la cour de Suède pour devenir le peintre de bataille officiel du roi Charles XI,.
En 1684, il commence une série de grandes peintures destinées à la galerie supérieure du château de Drottningholm, y compris La Bataille de Halmstad et La Bataille de Lund. Cette série est suivie par des peintures représentant les exploits du roi Charles X Gustave destinées cette fois à la galerie inférieure, soit un total de vingt-quatre scènes. Au cours des années 1700, ces travaux ont souffert des effets de nettoyages non professionnels. En 1806, Anders Fredrik Skjöldebrand les a traduites en gravures.
Lemke peint ensuite une série similaire de scènes de bataille pour le château de Karlberg. Il a également produit un grand nombre de gravures reprenant des thèmes bibliques, ainsi que des peintures plus petites qu'il a laissées non signées. Beaucoup d'entre elles ont été initialement attribuées à d'autres artistes. Occasionnellement, il accepte dans son atelier des étudiants, dont le plus connu est probablement Carl Gustaf Tessin qui, bien qu'il ne soit jamais devenu peintre, constitua une importante collection d'art,. 
Il est inhumé dans le cimetière allemand de l'église Sankta Gertrud à Stockholm.

## Œuvre
Les œuvres de Lemke peuvent être vues au Nationalmuseum, à la bibliothèque de l'université d'Uppsala et au musée des Beaux-Arts de Göteborg, entre autres. 

## Galerie

Œuvres de Lemke
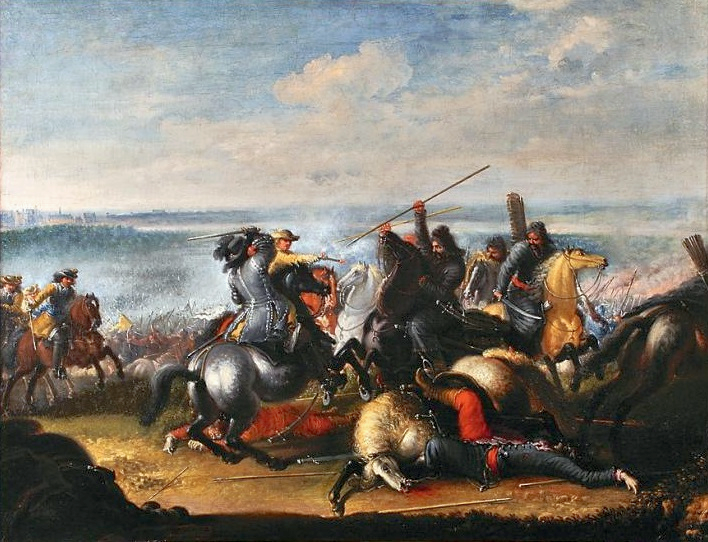
Charles X Gustave face aux Tatars polonais durant la bataille de Varsovie, 29 juillet 1656, huile sur toile, 1684, Varsovie, musée de l'Armée polonaise.
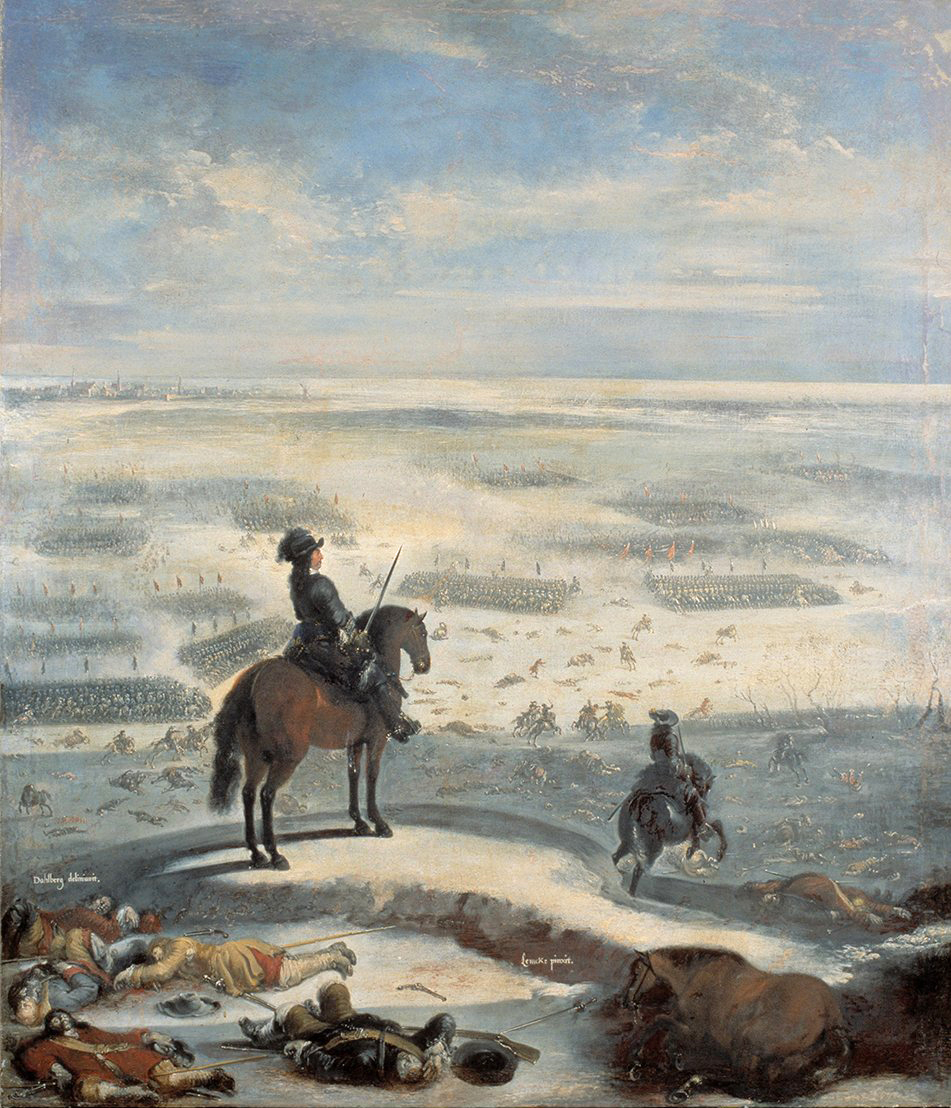
Charles X Gustave après la bataille d'Iversnaes, huile sur toile, s.d., Stockholm, Nationalmuseum[5].
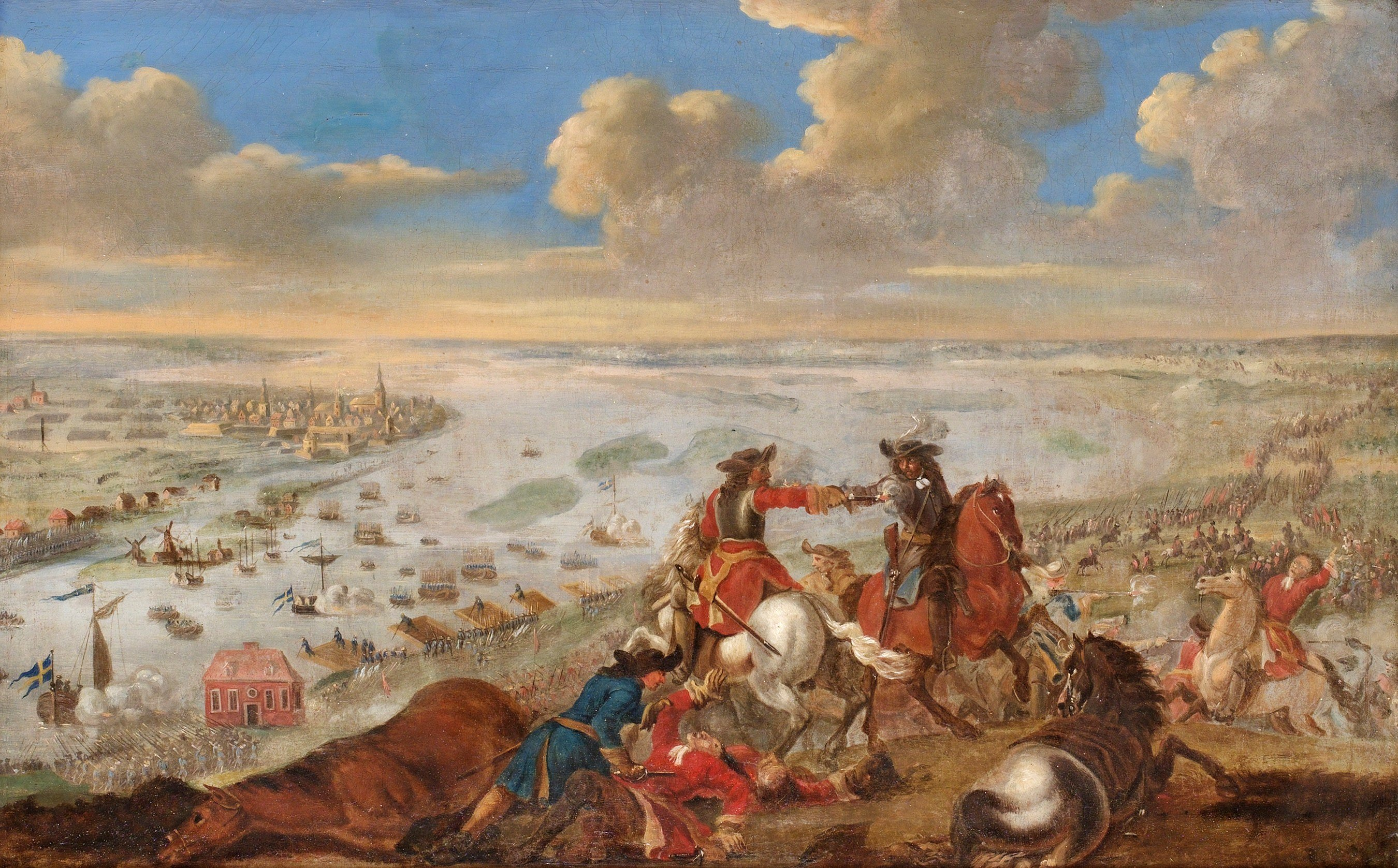
Charles XII traversant la Daugava, huile sur toile, 1701, n.c.